# Schlanke Fässchenschnecke
Die Schlanke Fässchenschnecke (Orcula gularis), auch Schlanke Tönnchenschnecke genannt, ist eine Schneckenart aus der Familie der Fässchenschnecken (Orculidae), die zur Unterordnung der Landlungenschnecken (Stylommatophora) gerechnet wird.

## Merkmale
Das Gehäuse ist zylindrisch bis dick walzenförmig mit 8,5 bis 10 flach gewölbten, langsam zunehmenden Windungen und einem konischen Apex. Die Windungen sind durch eine tiefe Naht voneinander abgesetzt. Die letzte Windung steigt zur Mündung hin langsam an. Das Gehäuse ist 6,5 bis 7 mm hoch und 2,8 mm breit. Der Mundsaum ist umgebogen und verdickt. Er ist in der Parietalregion aber unterbrochen. Die Mündung weist eine zentrale sehr kräftige Parietalfalte und zwei weniger deutliche Spindelfalten auf, von denen die untere Spindelfalte stärker entwickelt ist. Die obere Spindelfalte kann auch fehlen. In der Palatalregion ist ein kräftiger weißer Zahn vorhanden, der erst hinter der Lippe beginnt und tief in die Mündung reicht. Die Gehäusefarbe ist gelblich bis rötlich-braun, die Schale leicht durchscheinend. Die glänzende Oberfläche ist glatt oder nur sehr fein radial gestreift. Der Nabel ist fast geschlossen.
Der Weichkörper ist hellblaugrau mit einem schwärzlichgrauen Rücken. Im männlichen Genitaltrakt ist der Samenleiter lang und geht allmählich in den Epiphallus über. Der Epiphallus ist ebenfalls vergleichsweise lang und etwas spindelförmig. Der Penis ist dagegen vergleichsweise dünn und 3 bis 4 Mal kürzer als der Epiphallus. Der Blindsack (Caecum) am Penis ist konisch geformt und leicht gekrümmt. Der Penisretraktormuskel setzt am Übergang Penis/Epiphallus oder im distalen Teil des Epiphallus an. Der freie Eileiter ist sehr lang und 5 bis 7 Mal länger als die Vagina. Der dicke Stiel der Spermathek ist um Eileiter/Eisamenleiter gewunden. Die Blase ist nur wenig dicker als der Stiel und liegt im proximalen Bereich des Eisamenleiters bzw. an der Albumindrüse.

### Ähnliche Arten
Das Gehäuse ähnelt der Großen Fässchenschnecke (Orcula dolium), ist aber kleiner und verhältnismäßig schlanker. Es ist zum Apex hin sanfter gerundet, und die Mündung weist einen kräftigen Palatalzahn auf, zusätzlich zu den Spindelfalten und der Parietalfalte. Das Areal der Schlanken Fässchenschnecke scheint ausschließlich auf Kalkböden beschränkt zu sein.

## Geographische Verbreitung und Lebensraum
Die Art ist auf zwei Areale in den Nördlichen und Südlichen Kalkalpen von Deutschland, Österreich und Norditalien beschränkt; das südliche Areal ist wiederum in ein östliches und westliches Areal unterteilt. In Deutschland kommt sie nur bei Berchtesgaden vor.
Sie kommt auf Höhen bis zu 2200 m über dem Meeresspiegel vor und lebt in Geröll an kühlen und feuchten Hängen ausschließlich in Gebieten mit Kalkböden.

## Systematik
Das Taxon wurde 1837 von Emil Adolf Roßmäßler unter dem ursprünglichen Binomen Pupa gularis erstmals beschrieben.
Die Art wird derzeit in zwei Unterarten: Orcula gularis gularis (die Nominatunterart) und Orcula gularis oreina Zimmermann, 1932 unterteilt. Letztere Unterart wird häufig nicht korrekt mit Pilsbry, 1934 als Autor und Publikationsdatum versehen.

## Gefährdung
Die Art ist in Deutschland selten und wurde in der Roten Liste  in der Kategorie R (extrem selten) eingestuft. Nach der IUCN gilt sie aber insgesamt gesehen als nicht gefährdet (least concern).

## Belege

### Online
- AnimalBase - Orcula gularis (Rossmässler, 1837)